# Jásd
Jásd (szlovákul: Jášč) község Veszprém vármegyében, a Várpalotai járásban. 2007. szeptember 25-éig a Zirci kistérséghez tartozott.

## Fekvése

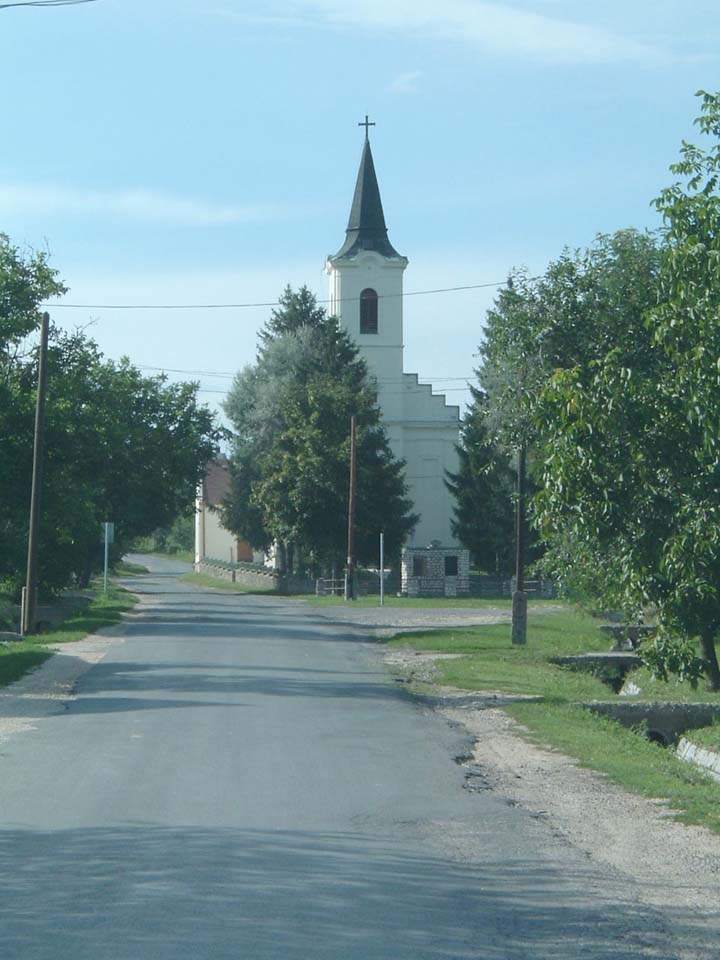
Jásd templom

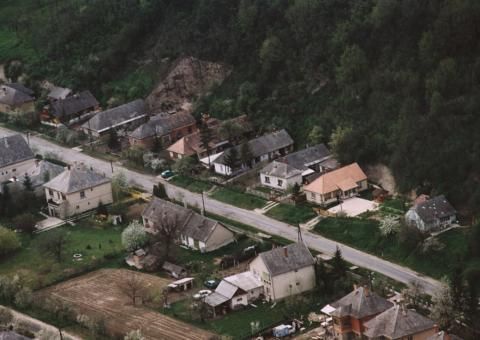
Jásd légifotója

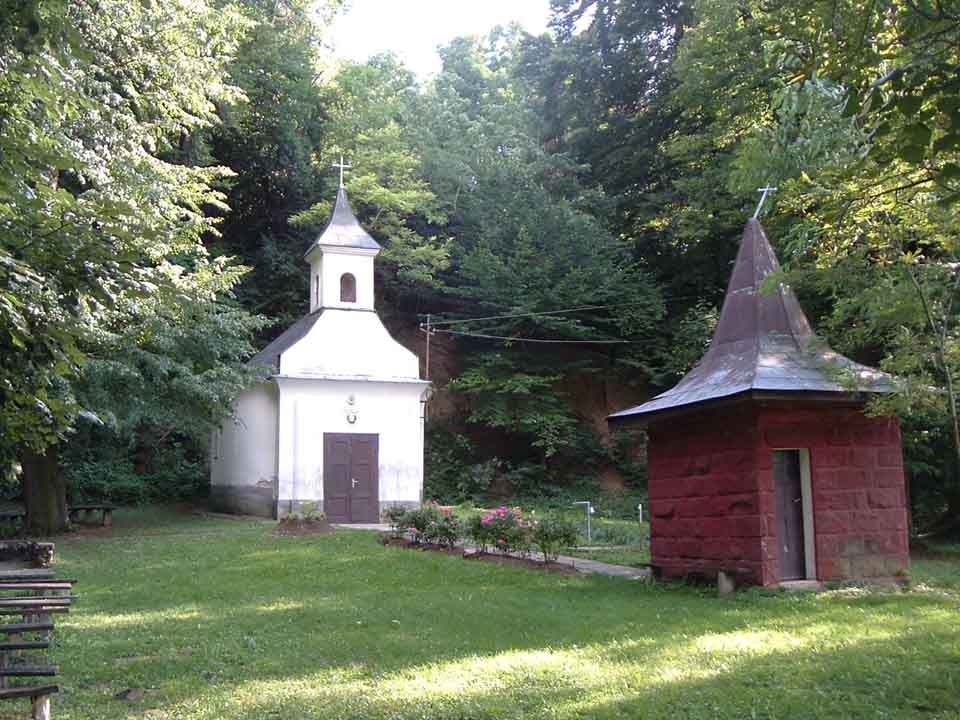
Jásd – Szentkút

Veszprém vármegye északkeleti megyehatára mentén, Veszprém, Fejér és Komárom-Esztergom vármegyék hármashatára közelében fekvő település. Fekvését a Bakony Tési-fennsík alatti medencéje és a Gaja-patak völgye határozza meg.
Közigazgatási területe Tés, Bakonynána, Szápár és Bakonycsernye területével is határos, de belterülete vonatkozásában zsákfalunak tekinthető, közúton csak azon a 3,5 kilométer hosszú, 82 111-es számú mellékúton érhető el, amely a Várpalota és Szápár között húzódó 8213-as útból ágazik ki, Bakonycsernye Inotapuszta nevű külterületi településrészénél. A környező városok, Zirc és Mór felől csak Szápáron keresztül érhető el, a közeli megyeszékhelyek közül Veszprém felől Zircen vagy Várpalotán, Székesfehérvár felől pedig Móron (vagy Bodajkon) és Szápáron keresztül. Vasút nem érinti.

## Története

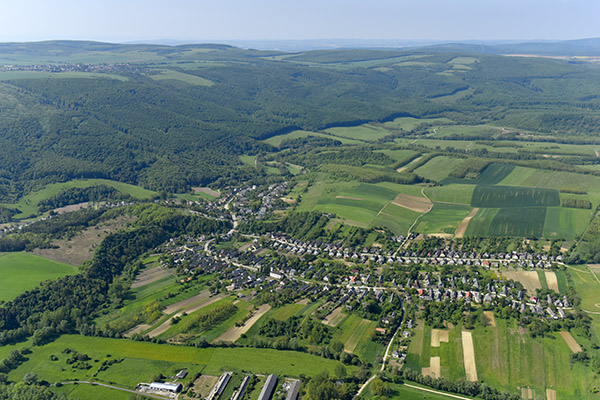
Jásd látképe madártávlatból

Jásd község közigazgatási területéhez tartozó mintegy 5 km hosszú Gaja-völgy természeti szépségei és kedvező geológiai, éghajlati, vízrajzi viszonyainak köszönhetően a legősibb időktől folyamatosan lakott terület volt. A település környéke már Kr. e. 2800-2500 táján is lakóhelyéül szolgált az újkőkorszaki (neolit) lengyeli kultúra népének. A Tési Malom-dűlőben, Szilvár-malom és a Rubányi-dűlő környékén előkerült edénytöredékek és fémsalak bizonyítja, hogy a bronzkorban és a kelta korban is lakott terület volt.
Kr. u. 1-4. században a település határában több római villagazdaság (villa rustica és villa urbina) működött. A Tési Malom-dűlőben még ma is megfigyelhető alapfal nyomok, és a régészeti leletek egyértelműen igazolják a rómaiak helyi jelenlétét.
A 10. század elején a honfoglaló magyar népesség telepedett le ezen a vidéken. A Tési Malom-dűlő, Tatárhegy, Újkenderföldek és a Rubányi-dűlő területén alakult ki a kora Árpád-kori település.
1993-ban került elő e település temetőjének néhány sírja, melyeknek szegényes melléklete arról árulkodik, hogy egy átlagos 80-120 főt számláló köznépi falu alakult ki ezen a területen.
Az itt található Márkusvár (Mária Terézia sánc, avar sánc) félkör alakú építményei ma is megfigyelhetők. A kora Árpád-kori földvár maradványainak első részletes leírását, alaprajzát és metszeteit közlő Faller Jenő úgy véli, hogy a földvár északi meredek partját a Gaja mosta el.
Jásd okleveles említése 1164-ben a Szent György bencés apátság alapításával veszi kezdetét. A létezéséről kőfaragványai tanúskodnak, (a tihanyi, veszprémi múzeumban és a helyi plébániatemplomban láthatóak). A középkorban jelentős településsé fejlődött, ezt bizonyítja Magyarország 1528-ban készült első térképe (Lázár mester és Jakob Ziegler alkotása), amelyen Iayst néven ábrázolják.
A kolostor és a templom a török korban elpusztult, a falu lakossága elmenekült.
A falu és az apátság birtokai 1650-ben a Zichy család kezébe kerültek. A Zichyek a 18. század közepén (1757) a falut újratelepítették.
1779-ben a falunak már fából készült iskolája és temploma volt. 1787-1792 között épült fel a mai kőtemploma. A jásdi szentkútról 1814. évi leírásban olvashatunk először, mai kápolnája 1825-37 között készült barokk-rokokó stílusban.
1862. július 31-én a falu leégett. A templomot 1865-66-ban bővítve építették újjá. A paplak 1891-ben nyerte el mai formáját.
1858-ig a falu a Zichy család birtoka, ezt követően több tulajdonosa is volt, végül 1903-ban 67 jásdi parasztgazda közösen vette meg a nemesi birtokot.

## Közélete

### Polgármesterei
- 1990–1994: Ostyáni István (MDF-FKgP)[3]
- 1994–1998: Amberger József (független)[4]
- 1998–2002: Nagy Csaba (független)[5]
- 2002–2006: Nagy Csaba (független)[6]
- 2006–2010: Nagy Csaba (független)[7]
- 2010–2014: Győry Tünde (független)[8]
- 2014–2019: Győry Tünde (független)[9]
- 2019–2024: Győry Tünde (független)[10]
- 2024– : Győry Tünde (független)[1]

## Népesség
A település népességének változása:
| Lakosok száma | 717  | 724  | 721  | 701  | 669  | 647  | 648  |
|               | 2013 | 2014 | 2015 | 2021 | 2022 | 2023 | 2024 |

A 2011-es népszámlálás során a lakosok 90,9%-a magyarnak, 0,7% németnek, 5,8% szlováknak mondta magát (9,1% nem nyilatkozott; a kettős identitások miatt az végösszeg nagyobb lehet 100%-nál). A vallási megoszlás a következő volt: római katolikus 75,5%, református 2,5%, görögkatolikus 1%, evangélikus 0,4%, felekezeten kívüli 5,1% (14,4% nem nyilatkozott).
2022-ben a lakosság 93,7%-a vallotta magát magyarnak, 5,2% szlováknak, 0,7% németnek, 0,1-0,1% cigánynak, szlovénnek, lengyelnek és örménynek, 1,8% egyéb, nem hazai nemzetiségűnek (6,3% nem nyilatkozott; a kettős identitások miatt a végösszeg nagyobb lehet 100%-nál). Vallásuk szerint 57,2% volt római katolikus, 4,2% református, 1% evangélikus, 0,4% görög katolikus, 0,9% egyéb keresztény, 1,5% egyéb katolikus, 8,5% felekezeten kívüli (26,2% nem válaszolt).

## Nevezetességei
- Gaja-szurdok, Római-fürdő

A falu központjától délnyugatra található a Gaja-patak közel 2 km hosszú, mély és meredek falú szurdokvölgye, vízeséssel. A völgyoldalban nyílik az ún. Savanyú Jóska-barlang, itt a patakszinten kezdődő szűk forrásbarlang és egy pusztuló mésztufa képződmény figyelhető meg. A szurdok nyugati része már Bakonynána közigazgatási területén húzódik (a megközelítése is egyszerűbb Bakonynána felől), de egy rövidke szakaszon Tés területének északi határai is elérik a völgyet.
- Tési malom és Poós malom

A település határában a Gaja-patakon egykor kilenc vízimalom működött, ezek közül ma már csak kettőnek maradt meg a fölülcsapó vízikereke, ami a 20. század elején még őrlőkereket mozgatott, majd később fűrészteleppé (gatter) alakították át. A Poós-féle vízimalom a falu központjától északkeleti, a másik délnyugati irányban található.
- Rubányi-dűlő

A Szentkút és Tési malom közötti festői hegyoldal. A kora Árpád-kori Iasth (jásd) település helyezkedett itt el. A Gaja-patak bal partján szemben elhelyezkedő magaslaton 1993-ban találták meg a középkori falu temetőjét. Nevét a tót rubat = fejszével vágni igéből kapta.
- Szentkút

A keresztény szentkút 600 évnél is régibb, egyik legősibb búcsújáróhely hazánkban, ahova a település központjától déli-délnyugati irányba indulva, rövid sétával juthatunk el. Kápolnája 1825-1837 között épült barokk-rokokó stílusban, a korábbi fakápolna helyén, műemlék jellegű. Freskóit Károly Gyula festőművész készítette; 6 méter magas, bolgár mészkőből készült Mária-szobra Braun János szobrász alkotása. Az újkori hozzáépítések, a kálvária és a szembemiséző oltár 1961-1980 között készültek.
- Plébániatemplom (műemlék jellegű)

A Szűz Mária, a világ királynéja nevére szentelt templom helyén a 16. századig a valószínűleg még 12. századi eredetű, Szent György tiszteletére épített bencés templom és kolostor állt, melyek a török hódoltság idején elpusztultak; megmaradt faragott köveik a veszprémi, tihanyi múzeumban, illetve a mai jásdi plébániatemplomba beépítve találhatók. A török kor utáni templom 1792-ben épült fel, az Árpád-kori kolostor és templom anyagának felhasználásával.
- Nagy-kőbánya (fokozottan védett)

A ma már felhagyott, nagyméretű kőfejtőben a kőzetrétegek némelyike gazdag ősmaradvány faunát tartalmaz, főleg Ammoniták kerülnek elő. A geológiai szelvények védelem alatt állnak.
- Avar sánc (Márkusvár, Mária Terézia-sánc)

A falutól délnyugatra, a Szentkút után szokatlan alakú dombot fedezhet fel a kiránduló, ez egyes vélekedések szerint avar kori, más adatok szerint kora Árpád-kori földvár maradványa lehet; kettős földsánca és egy lakótorony maradványai máig felismerhetőek.
- Csiklingvár

Jásd, Bakonycsernye és Isztimér hármashatárának közvetlen közelében, egy 420 méteres magaslat tetején egy régi vár összedőlt romjai ismerhetők fel, belsejében 1-1,5 méter széles, mészhabarcsos falmaradványokkal, melyek egy négyszögű lakótorony még jól felismerhető falai voltak. A vár építésének pontos ideje nem ismert; a középkorban vadászkastélynak építették át. A vár nevét általában Bakonycsernyéhez kötik, mert a legkönnyebben a bakonycsernyei Inotapuszta felől közelíthető meg, de kellemes kirándulások célpontja lehet Jásd felől is. [Valójában egyébként a várrom Isztimér közigazgatási területén található.] Közelében található a Tési-fennsíkperem egyetlen forrásbarlangja.
Itt született "Jásdi" Kiss Imre, őstermelő, aki tájépítészettel, az épített tájakkal, gealingvisztikával és magyar történelemmel is foglalkozik előadásaiban.

## Külső hivatkozások
- Jásd Poós malom Muemlekek.info-n